# Liochthonius evansi
Liochthonius evansi är en kvalsterart som först beskrevs av Forsslund 1958.  Liochthonius evansi ingår i släktet Liochthonius och familjen Brachychthoniidae. Inga underarter finns listade i Catalogue of Life.